# إينوك أوتينغ
إينوك أوتينغ هو لاعب كرة قدم بلجيكي في مركز الوسط، ولد في 8 يوليو 1988 في بروكسل في بلجيكا. لعب مع بيرسخوت إيه سي وفيربرويديرينغ غيل.

## وصلات خارجية
- إينوك أوتينغ على موقع قاعدة بيانات كرة القدم.إي يو (الإنجليزية)
- إينوك أوتينغ على موقع Soccerway.com (الإنجليزية)